# День благодарения (Канада)
День благодаре́ния (англ. Thanksgiving Day, фр. Jour de l'Action de grâce) в Канаде — государственный праздник, отмечаемый ежегодно во второй понедельник октября. Официально установлен решением парламента Канады 31 января 1957 года. Изначально — религиозный (христианский) праздник, в настоящее время имеет общенациональное значение.

## История
Изначально история праздника восходит к европейской традиции празднования урожая, которая была перенесена в Северную Америку переселенцами из Европы. Подобные традиции имелись также у коренных народов Северной Америки.
Одна из первых официальных церемоний празднования Дня благодарения на территории будущей Канады была проведена по решению английского мореплавателя Мартина Фробишера в 1578 году. В том году его поиски Северо-Западного прохода закончились неудачей, часть экспедиции погибла, оставшиеся в живых вынуждены были высадиться на берег. В честь спасения остальной экспедиции от гибели и был устроен праздник. Таким образом, первый отпразднованный День благодарения был  и праздником урожая, и праздником избавления от гибели.
День благодарения праздновался также первыми французскими переселенцами, прибывшими во главе с Самюэлем де Шампленом в начале XVII века на территорию будущей Канады.

## Современность
В настоящее время День благодарения официально отмечается на большей части территории Канады, за исключением провинций Остров Принца Эдуарда, Ньюфаундленд и Лабрадор и Новая Шотландия. В то же время праздник признаётся всеми государственными организациями, независимо от места их нахождения.
Обычно праздничные дни используются для семейного отдыха. Хотя официально праздник отмечается в понедельник, праздничный ужин может быть устроен в любой день трёхдневного уик-энда. На ужин готовят традиционные блюда, которые готовили первые переселенцы, в том числе фаршированную индейку и тыквенный пирог.
В отличие от США, в Канаде отсутствует традиция проведения парадов в День благодарения. Однако с празднованием Дня благодарения совпадает время проведения парада во время пивного фестиваля в Китченер—Уотерлу. Этот парад транслируется по общенациональному телевидению.